# Qu'est-il arrivé à tante Alice ?
Pour plus de détails, voir Fiche technique et Distribution.
Qu'est-il arrivé à tante Alice ? (titre original : What Ever Happened to Aunt Alice?) est un film américain réalisé par Lee H. Katzin et Bernard Girard (non-crédité au générique), sorti en 1969.
Il s'agit de l’adaptation du roman policier Le Cimetière des innocentes (The Forbidden Garden) de la romancière américaine Ursula Curtiss.

## Synopsis
Claire Marrable (Geraldine Page) est une riche veuve installée à Tucson dans l’Arizona. Elle engage Alice Dimmock (Ruth Gordon) comme aide à domicile car ses cinq précédentes employées ont mystérieusement disparus ... Alice, elle, cherche à savoir ce qui est arrivé à Edna (Mildred Dunnock), l’une des précédentes employées dont elle était l’amie.

## Fiche technique
- Titre : Qu'est-il arrivé à tante Alice ?
- Titre original : What Ever Happened to Aunt Alice?
- Réalisation : Lee H. Katzin avec la participation de Bernard Girard
- Assistant réalisateur : Daisy Gerber
- Scénario : Theodore Apstein d’après le roman Le Cimetière des innocentes (The Forbidden Garden) d’Ursula Curtiss
- Photographie : Joseph F. Biroc
- Montage : Frank J. Urioste et Michael Luciano
- Musique : Gerald Fried
- Direction artistique : William Glasgow
- Décors : John Brown
- Costumes : Renié
- Producteurs : Robert Aldrich, William Aldrich, Peter Nelson
- Société de production : Associates & Aldrich Company, American Broadcasting Company (ABC), Palomar Pictures
- Pays d'origine :  États-Unis
- Langue originale : Anglais américain
- Format : Technicolor - 35 mm - 1,37:1 - Son mono (Westrex Recording System)
- Genre : Film policier, Thriller, Film noir
- Durée : 101 minutes (1 h 41)
- Dates de sortie : 
  - États-Unis : 20 août 1969
  - France : 1970

## Distribution
- Geraldine Page : Claire Marrable
- Ruth Gordon : Alice Dimmock
- Rosemary Forsyth : Harriet Vaughn
- Robert Fuller : Mike Darrah
- Mildred Dunnock : Edna Tinsley
- Joan Huntington : Julia Lawson
- Peter Brandon : George Lawson
- Michael Barbera : Jim Vaughn
- Peter Bonerz : Mr. Bentley
- Richard Angarola : Sheriff Armijo
- Claire Kelly (en) : Elva
- Valerie Allen : Dottie
- Martin Garralaga : Juan
- Jack Bannon : Olin
- Seth Riggs : Warren

## À noter
- Le film a été tourné à Tucson dans l'Arizona et aux studios de Robert Aldrich à Los Angeles en Californie.
- Le roman The Forbidden Garden dont est adapté ce film est publié en 1962 aux États-Unis et traduit en France en 1963 dans la collection Un mystère sous le titre Le Cimetière des innocentes.